# Guipago
|  | Aquest article tracta sobre el cabdill amerindi. Vegeu-ne altres significats a «Lone Wolf (Oklahoma)». |

Lone Wolf, Guipago o Quo-pah-ko (1820-1879) fou un cabdill kiowa.
L'estiu del 1870, amb els cabdills Satanta, Satank, i Tene-angop’te o Kicking Bird, organitzaren una campanya guerrera arreu de Texas. El 1871 Guipago i Kicking Bird s'escaparen de la reserva i aconseguiren entrevistar-se amb el president U.S. Grant l'agost del 1872. Guipago li prometé establir-se a 100 kilòmetres de Fort Still si alliberava els presos. El 27 de juny del 1874 tant Satanta com Guipago amb nombrosos guerrers kiowa s'unissin al cabdill comantxe Quanah Parker a Palo Duro; però es va rendir amb 253 kiowa el 25 de febrer del 1875.
Aquell any, fou dut a la presó de Fort Marion, a Saint Augustine (Florida), on va morir.